# Evgrapi Sjevardnadzestadion
Het Evgrapi Shevardnadzestadion is een voetbalstadion in de Georgische stad Lantsjchoeti. In het stadion speelt Goeria Lantsjchoeti haar thuiswedstrijden.